# Chitala chitala
Chitala chitala (en asamés: চিতল sitawl, en bengalí: চিতল, chitol) es una especie de pez osteoglosiforme oriundo de Bangladés, India, Nepal y Pakistán que se encuentra en las cuencas de los ríos Brahmaputra, Indo, Ganges y Mahanadi.  A veces se le conoce como pez cuchillo payaso.  En el pasado se incluía en diferentes especies de Chitala relacionadas, pero ahora se considera como una especie separada. A menudo, esta especie se confunde con C. ornata, otra especie del sudeste asiático que se ve regularmente en el comercio de peces, ya que la auténtica C. chitala es muy rara en el mercado.

## Descripción

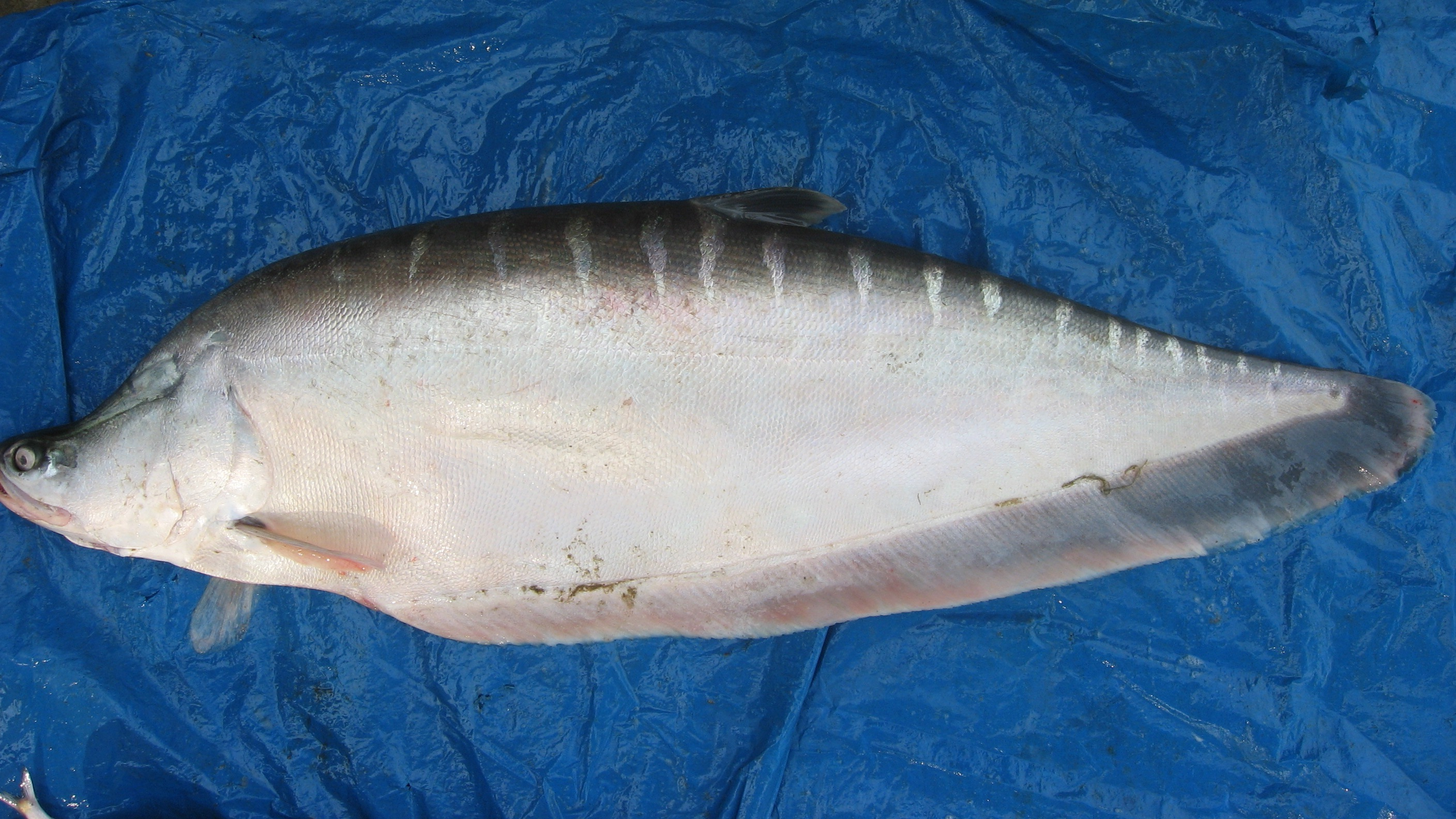
Ejemplar en Assam, India: detalle de las rayas doradas en el dorso y las manchas oscuras en el cuerpo.

Alcanza una longitud máxima de 122 cm, pero generalmente llega a medir 75 cm. Presenta una coloración plateada. A diferencia de todos sus parientes, suele tener una serie de barras doradas o plateadas tenues a lo largo del dorso. Además, tiene un patrón de manchas oscuras bastante pequeñas, a veces difusas y no oceladas, en la parte trasera del cuerpo. Esto la distingue de C. ornata, que tiene manchas oscuras oceladas rodeadas de un anillo más pálido y carece de barras a lo largo del dorso. Las dos especies se han confundido con frecuencia.

## Biología

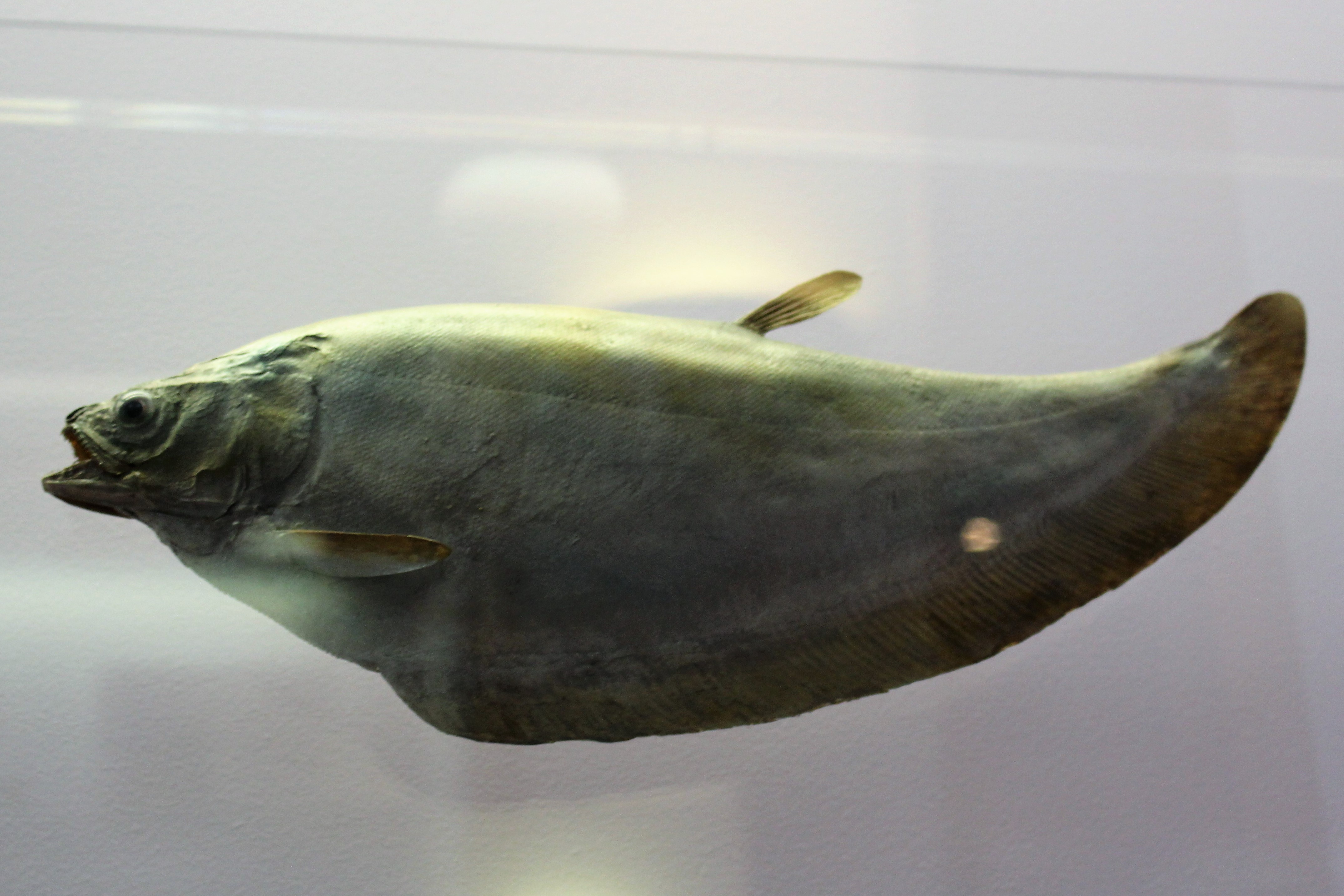
Ejemplar de Chitala chitala en el Museo de Historia Natural de Londres.

#### Comportamiento y reproducción
Habita en cuerpos de agua dulce como ríos, lagos, embalses, etc. Es pacífico con peces grandes que no considere presas, pero puede ser territorial con sus congéneres y otras especies similares, especialmente si el espacio donde vive es reducido. Poseen respiración aérea facultativa.
Desova una vez al año entre mayo y agosto. Las hembras ponen huevos generalmente en estructuras de madera, y después no se encuentran en el nido. Los machos los abanican y cuidan con su cola y protegen contra depredadores.

#### Alimentación
Es carnívoro, se alimenta de peces pequeños, crustáceos y otros invertebrados. Cuando es juvenil y se encuentra en cautiverio acepta todo tipo de alimentos, como larvas de quironómidos, lombrices de tierra, camarones picados y similares; mientras que los adultos consumen tiras de carne de pescado, camarones enteros, mejillones,  pellets secos y otros.

## En la cultura

#### Como alimento
Son consideradas un manjar regional en Bangladés y los vecinos Assam y Bengala Occidental en la India. Se puede preparar de diversas maneras.

#### En la religión
Esta especie es un símbolo en el hinduismo como uno de los avatares del dios Vishnu: en la primera encarnación de «Matsya», Vishnu tomó la forma de un Chitala chitala para matar al demonio Hayagriva, que había robado las Vedas.